# 绍莫吉瓦莫什
绍莫吉瓦莫什，是匈牙利绍莫吉州所辖的一个村。总面积25.02平方公里，总人口767，人口密度30.7人/平方公里（2011年1月1日）。